# Джон Ллойд Янг
Джон Ллойд Янґ (англ. John Lloyd Young; нар. 4 липня 1975, Сакраменто, Каліфорнія, США) — американський актор, співак, композитор та художник. У 2006 році виграв премію «Тоні» за найкращу чоловічу роль в мюзиклі, виконавши роль Френкі Веллі в бродвейському мюзиклі «Хлопці з Джерсі».

## Життєпис
Джон Ллойд Янг народився в Сакраменто, Каліфорнія, США. Його батько Карл Брюс Янґ має англійське, валлійське та німецьке походження, а мати Джоан Розамарія — італійка. Після переїзду в Нью-Йорк Янґ відразу почав просуватися по кар'єрних сходах на театральній сцені.
Джон Ллойд Янґ головний вокаліст Платинового альбому Американської асоціації звукозаписних компаній, що отримав «Греммі», за оригінальне виконання в «Хлопці з Джерсі» (Jersey Boys-Original Cast). За «Хлопців з Джерсі» Янґ удостоївся карикатури у всесвітньо відомому ресторані «Sardi's» і звання «Людина тижня» в програмі ABC World News Tonight.
У 2006 році Джон Ллойд Янґ виграв відразу кілька престижних нагород: премію «Тоні», «Драма Деск», «Outer Critics Circle», «Theatre World Awards», «Греммі» за роль Френкі Веллі в мюзиклі «Хлопці з Джерсі». Джон став єдиним американським актором, який отримав відразу чотири премії за один проект.
На кілька місяців у 2012 та 2013 роках Янґ повертався в «Хлопці з Джерсі» на Бродвеї, а на початку 2014 року він дебютував у Лондоні, представивши «Хлопців з Джерсі» в історичному театрі Пікаділлі.
Зніматися на великому екрані Джон Ллойд Янґ почав тільки після переїзду в Лос-Анджелес в 2009 році.
Джон Ллойд Янґ продовжив свою переможну бродвейську роль на екрані в однойменному фільмі-адаптації «Хлопці з Джерсі» режисера Клінта Іствуда виробництва «Warner Brothers», що вийшов у світу в 2014 році.
21 листопада 2013 року Барак Обама призначив Джона Ллойда Янґа членом Президентського Комітету з мистецтв і гуманітарних наук. Він був приведений до присяги суддею Елен Каган у Верховному суді США.
Джон Ллойд Янґ є членом Американської спілки захисту громадянських свобод з 1995 року.

## Фільмографія
- 2002 — «Закон і порядок»
- 2009 — «Ой, вей! Мій син гей!»
- 2009-2015 — «Хор»
- 2010 — «Слово про кохання»
- 2012-2013 — «Вегас»
- 2014 — «Хлопці з Джерсі»